# Kai Buchmann (Politiker)

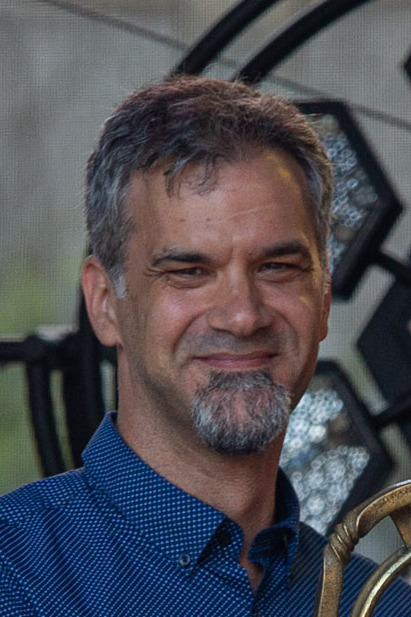
Oberbürgermeister Kai Buchmann, 2022

Kai Buchmann (* 16. März 1976 in Nordhausen) ist ein deutscher parteiloser Kommunalpolitiker. Er ist seit Oktober 2017 Oberbürgermeister der Stadt Nordhausen am Harz.

## Leben
Buchmann absolvierte sein Abitur am Humboldt-Gymnasium Nordhausen und erlernte nach Ableistung des Wehrdienstes bei der Bundeswehr den Beruf des Bankkaufmanns bei der Kreissparkasse Nordhausen. Danach studierte er Betriebswirtschaftslehre und interkulturelles Management in Jena. Ab 2005 arbeitete Buchmann als Projektmanager und ging 2013 als Referent der Geschäftsführung an das Südharz Klinikum Nordhausen.

## Politik
Von 2009 bis 2016 war Buchmann sachkundiger Bürger im Nordhäuser Finanzausschuss. Zu den Kommunalwahlen in Thüringen 2009 und 2014 war Buchmann Kandidat für Kreistag sowie Stadtrat auf der Liste von Bündnis 90/Die Grünen, verpasste jedoch jeweils den Einzug. Nach der Nuklearkatastrophe von Fukushima trat er 2011 Bündnis 90/Die Grünen bei und wurde im März 2016 als Beisitzer in den Kreisvorstand gewählt. Im Herbst 2016 trat er wieder aus der Partei aus.
Im Juni 2017 gab er seine Kandidatur als unabhängiger Einzelkandidat für das Amt des Oberbürgermeisters von Nordhausen bekannt.
Der bisherige Oberbürgermeister Klaus Zeh (CDU) war Anfang 2017 aus gesundheitlichen Gründen zurückgetreten; die Beigeordnete und 1. Bürgermeisterin Jutta Krauth (SPD) führte gemäß Thüringer Kommunalordnung als Stellvertreterin neun Monate lang die Amtsgeschäfte. Bei der Wahl am 10. September 2017 erreichte Buchmann als zweitbester 29,1 % (4530 Stimmen). Bei der am 24. September 2017 stattgefundenen Stichwahl setzte er sich bei einer Wahlbeteiligung von 61,2 % mit 66,2 % der Stimmen gegen Inge Klaan (CDU, 33,8 %) durch.
Am 9. Oktober 2017 trat er das Amt des Oberbürgermeisters an und legte am 18. Oktober 2017 den Amtseid ab.
Im März 2019 gründete Buchmann mit weiteren 15 Aktiven die „Bürgerliste Südharz“ (BLS) als eine freie Wählervereinigung. Bei den Kommunalwahlen in Thüringen im Mai 2019 gelang ihm mit zwei weiteren BLS-Kandidaten der Einzug in den Kreistag des Landkreises Nordhausen.
Am 31. März 2023 wurde Buchmann vorläufig des Dienstes als Oberbürgermeister enthoben, wenige Monate vor der regulären Neuwahl des Nordhäuser Oberbürgermeisters im September 2023. Ein diesbezüglicher Bescheid der Kommunalaufsicht als Rechtsaufsichtsbehörde wurde Buchmann an diesem Tag zugestellt. Gegen ihn läuft ein Disziplinarverfahren wegen einer Dienstaufsichtsbeschwerde, bei der es nach einer Mitteilung des Landratsamt um 14 vorgeworfene Dienstpflichtverletzungen gehe, die auch während des Disziplinarverfahrens nicht abgestellt werden konnten. Buchmann kann beim Verwaltungsgericht Rechtsmittel einlegen. Die Beigeordnete und 1. Bürgermeisterin Alexandra Rieger fungierte gemäß Thüringer Kommunalordnung § 32 übergangsweise als Stellvertreterin.  Am 2. August 2023 wurde die vorläufige Amtsenthebung von Buchmann vom Verwaltungsgericht Meiningen aufgehoben.
Bei der Oberbürgermeisterwahl am 10. September 2023 erhielt Kai Buchmann 23,7 % und wurde Zweiter. Er trat in der Stichwahl am 24. September gegen Jörg Prophet (AfD) an und konnte sich mit 54,9 % durchsetzen. Bei der Briefwahl hatte Buchmann einen großen Vorsprung gegenüber dem AfD-Kandidaten Prophet.
Der Landrat des Landkreises Nordhausen, Matthias Jendricke, möchte das Dienstenthebungsverfahren gegen Buchmann weiterführen lassen.
Buchmann ist Vater von zwei Kindern und wohnt in Nordhausen.